# Léo Moulin
Léo Moulin (ur. 1906, zm. 8 sierpnia 1996 w Brukseli) – belgijski historyk mediewista, socjolog. 
Wykładał w Katolickim Uniwersytecie w Lowanium, Facultés universitaires Notre-Dame de la Paix i Kolegium Europejskim w Brugii.   

## Wybrane publikacje
- De Robespierre à Lénine, Labor, 1937
- Histoire des temps modernes
- Du Traité de Versailles à l'Europe d'aujourd'hui 1919-1939, Ed. Ouvrières, Bruxelles,  1939
- Socialism of the West: An Attempt to Lay the Foundations of a New Socialist Humanism, Victor Gollancz, London, 1948.
- Le monde vivant des religieux, Dominicains, Jésuites, Bénédictins..., Calmann Lévy, 1964.
- La société de demain dans l'Europe d'aujourd'hui, Denoël, 1966.
- L’Aventure européenne. Introduction à une sociologie du développemnet économique de l'Occident , de Tempel, Brugge,1972.
- La Vie quotidienne des religieux au Moyen Âge, Hachette, 1978.
- La Nouvelle Trahison des clercs, in La Revue générale,1978.
- Saint Benoît, père de l'Occident , Zodiaque, 1980.
- Ces Belges reflets de la Belgique, Sequoia, 1980.
- "Nous, rois des Belges.", 1831-1981, 150 ans de monarchie constitutionnelle., (Molitor André, Van Den Abeelen Georges, Moulin Léo et alii), Ed. Crédit Communal de Belgique, 1981.
- L'Europe à table, Sequoia, 1975
- Europa aan tafel, Sequoia, 1975 (heruitgave 2002)
- La Belgique à table, Exco Books, Anvers, 1979
- La Gauche, la droite et le péché originel, Méridiens, 1984.
- L'Europe des monastères , (Newman John-Henry, Oursel Raymond, Moulin Léo), Zodiaque, 1988.
- Aux racines profondes de l'Europe , Fondation Jean Monet, 1988.
- Les Liturgies de la table. Une histoire culturelle du manger et du boire, Albin Michel -  Mercatorfonds, 1988.
- Les universités catholiques en Europe. études et prospectives, (Stanisaw Grygiel, Léo Moulin, Gérard Defois, et al.), Ed. Universitaires, 1990.
- La vie des étudiants au Moyen Age , Albin Michel, 1991.
- Libre parcours - Itinéraire spirituel d'un agnostique , Racine, 1995.
- Moi et les autres - Petit traité de l'agressivité au quotidien , 1996.

## Publikacje w języku polskim
- Życie codzienne zakonników w średniowieczu: (X-XV wiek), przeł. Eligia Bąkowska, Warszawa: Państwowy Instytut Wydawniczy 1986 (wyd. 2 - 1997).
- Średniowieczni szkolarze i ich mistrzowie, przeł. Halina Lubicz-Trawkowska, Gdańsk: Marabut" - Warszawa: "Volumen" 2002.